# Dennis Hediger
Dennis Hediger (* 22. September 1986) ist ein ehemaliger Schweizer Fussballspieler. Seit Sommer 2021 ist er Nachwuchstrainer beim FC Basel.

## Karriere
Dennis Hediger gilt als ausgesprochen laufstarker und ausdauernder Mittelfeldspieler, weshalb er auch als Laufwunder oder Mann mit den drei Lungen bezeichnet wird. Er spielte ab 2005 während drei Jahren in der dritthöchsten Liga der Schweiz, der 1. Liga, zunächst bei den BSC Young Boys (YB) U-21 und anschliessend beim FC Biel, bei dem er die Mannschaft zuletzt als Captain aufs Feld führte. 2008 gelang dem Mittelfeldakteur mit dem FC Biel der Aufstieg in die Challenge League.
Zur Saison 2010/11 wechselte er zum Berner Oberländer Verein FC Thun, bei dem er einen Dreijahresvertrag unterschrieb. Zwar bestand beim FC Biel noch ein laufender Vertrag bis 2011, Hediger machte jedoch von einer Ausstiegsklausel Gebrauch, wonach er bei einem Angebot aus der Axpo Super League den Verein wechseln durfte.
Der FC Thun wurde in dieser Saison Challenge-League-Meister und stieg in die Axpo Super League auf.
Dennis Hedigers Verträge mit dem FC Thun wurden immer wieder verlängert, und er war sogar Kapitän der Mannschaft, als er sich am 11. Februar 2019 bei einem Zweikampf mit Djibril Sow von Young Boys Bern einen Kreuzbandriss im rechten Knie zuzog. Diese Verletzung brachte Dennis Hedigers Karriere in Gefahr, weil die Rückkehr in die Mannschaft sich immer wieder wegen Schmerzen im Knie verzögerte.
Ende der Saison 2019/2020 beendete Dennis Hediger seine Karriere, da er sich nie ganz von seiner Knieverletzung erholen konnte. Er blieb dem FC Thun zunächst erhalten und wurde Trainer der U-15-Mannschaft. Auf die Saison 2021/2022 hin verliess er den FC Thun und wurde Nachwuchstrainer beim FC Basel. Zudem tritt er bei Teleclub (heute blue Sport) als Fussballexperte auf.